# María Fernanda Yépes
María Fernanda Yépes  (Medellín, Kolumbia, 1980. december 23. –) kolumbiai színésznő, modell.

## Élete és pályafutása
1980. december 23-án született Medellínben. 
2007-ben a Pura Sangre című telenovellában Venus szerepét játszotta. 2008-ban Jessicát alakította a Csajok, szilikon, ez lesz a Paradicsom!-ban. 2010-ben főszerepet játszott a Rosario Tijeras című sorozatban. Jelenleg Matías Novoával él együtt.

## Filmográfia
| Év   | Cím                                                                | Szerep                              |
| ---- | ------------------------------------------------------------------ | ----------------------------------- |
| 2014 | Demente Criminal                                                   | Gabriela Fons                       |
| 2012 | La Teniente                                                        | Roberta Ballesteros                 |
| 2010 | Rosario Tijeras                                                    | María del Rosario "Rosario" Tijeras |
| 2008 | Csajok, szilikon, ez lesz a Paradicsom! (Sin senos no hay Paraíso) | Yésica "La Diabla" Franco           |
| 2007 | En los tacones de Eva                                              | Valentina                           |
| 2007 | Pura sangre                                                        | Natalia / Venus                     |
| 2004 | La isla de los famosos                                             | Önmaga                              |

## Díjak és jelölések
Tvynovelas-díj (Kolumbia)
| Év   | Kategória                  | Cím         | Eredmény |
| ---- | -------------------------- | ----------- | -------- |
| 2008 | Legjobb női mellékszereplő | Pura Sangre | Jelölés  |

India Catalina-díj
| Év   | Kategória              | Cím             | Eredmény |
| ---- | ---------------------- | --------------- | -------- |
| 2011 | Legjobb női főszereplő | Rosario Tijeras | Nyertes  |

People en Español-díj
| Év   | Kategória               | Cím             | Eredmény |
| ---- | ----------------------- | --------------- | -------- |
| 2010 | Legjobb női főszereplő  | Rosario Tijeras | Jelölés  |
| 2010 | Legjobb női felfedezett | Rosario Tijeras | Jelölés  |

Egyéb díjak
- ACE(Cronistas del Espectáculo de New York)a legjobb női mellékszereplőnek (Csajok, szilikon, ez lesz a Paradicsom!)